# Johannes Max Proskauer
Johannes Max Proskauer ( 5 de diciembre de 1923, Gotinga - 20 de diciembre de 1970) fue un botánico alemán.
Era hijo de Walter Proskauer y de Margarete Jacob. Obtiene su Bachelor of Science en la Universidad de Londres, en 1943, y luego su Doctorado Ph.D. en 1947.
De 1945 a 1948, es profesor asistente en el "Colegio Tecnológico de Essex", de Dagenham. Luego trabaja en la Universidad de Berkeley de California a partir de 1948.
Se casa con Josephine Pia Schizzano el 25 de enero de 1951, teniendo dos hijos. Se hAce ciudadano estadounidense en 1957.
Es profesor de botánica en 1963 en Berkeley, y luego en el "Instituto Miller", de 1964 a 1965.
Obtiene un Doctorado en Ciencias honorífico en 1964.
Fue autor de trabajos sobre briofitas, especialmente Anthocerotofitos y algas.

## Obra
- (1948) Studies on the morphology of Anthoceros. I. Annals of Bot., Ser. 2, 12 : 237-265
- (1948) Studies on the morphology of Anthoceros. II. Annals of Bot., Ser. 2, 12 : 427-439
- (1951) Studies on Anthocerotales. III. Bull. Torrey Bot. Club 78 : 331-349
- (1951) Studies on Anthocerotales. IV. Bull. Torrey Bot. Club 80 : 65-75
- (1954) A study of the Phaeoceros laevis complex and the European Anthocerotae. Rapp. et Comm. VIII Cong. Int. Bot., Paris xiv-xvi : 68-69
- (1958) Studies on Anthocerotales :V. Phytomorphology 7 : 113-135
- (1960) Studies on Anthocerotales :VI. Phytomorphology 10 : 1-19
- (1962) On Carrpos. I. Phytomorphology 11 : 359-378
- (1962) On Takakia, especially its mucilage hairs. J. Hattori Bot. Lab 25 : 217-223
- (1965) On the liverwort Phyllothallia. Phytomorphology 15 : 375-379
- (1968) Studies on Anthocerotales :VII. Phytomorphology 17 : 61-70
- (1969) Studies on Anthocerotales :VIII. Phytomorphology 19 : 52-66

- La abreviatura «Prosk.» se emplea para indicar a Johannes Max Proskauer como autoridad en la descripción y clasificación científica de los vegetales.[1]